# Hellraiser: Hellworld
Hellraiser: Hellworld è un film del 2005 diretto da Rick Bota.
È l'ottavo capitolo della saga di Hellraiser con protagonista il cenobita Pinhead e la misteriosa Scatola di Lemarchand.

## Trama
USA. Adam, appassionato come gli amici Chelsea, Jake, Mike, Derrick e Allison nel gioco online Hellword ispirato a Hellraiser, apre la Scatola di Lemarchand e si suicida per donare la sua anima ai Cenobiti.
Due anni dopo. Chelsea, Jake, Mike, Derrick e Allison vengono invitati a un party stile Hellword in una villa fuori città costruita da un discendente di LeMarchand e che, dopo la morte di alcune suore, si dice sia infestata e qui, a ognuno di loro viene data una maschera e un cellulare.
È così che, mentre in realtà il padrone di casa, che si rivela essere il padre di Adam in cerca di vendetta, li ha sepolti vivi con dei cellulari, i cinque amici, sotto effetto di pesanti allucinogeni, hanno visioni riguardanti Pinhead e altri cenobiti che cercano di ucciderli. 
Due giorni dopo. Mentre il padre di Adam è fuggito senza lasciare traccia, la polizia, grazie a una telefonata anonima (forse fatta da Adam), trova i ragazzi ma solo Chelsea e Jake sono ancora vivi.
Tempo dopo. Il padre di Adam apre la Scatola di Lemarchand così i cenobiti Pinhead, Chatterer e  Bound appaiono e, infine, Chatterer lo uccide.

## Produzione
Hellraiser: Hellworld è stato girato in contemporanea con Hellraiser: Deader.
È il terzo film della saga ad essere diretto da Rick Bota - i precedenti sono stati Hellraiser: Hellseeker e Hellraiser: Deader.

## Distribuzione
Il film è arrivato sulla piattaforma Amazon Prime a settembre del 2022.